# Mate Maras
Mate Maras (n. 2 aprilie 1939, Studenci, Lovreć⁠(d), Cantonul Split-Dalmația, Croația) este un traducător croat. A tradus multe opere clasice și contemporane celebre din limbile engleză, italiană și franceză în limba croată. El este singurul om care a tradus operele complete ale lui William Shakespeare în limba croată. Traducerea romanului Gargantua și Pantagruel al lui Rabelais a fost distinsă cu Marele premiu al Academiei Franceze. Maras a scris primul dicționar de rime în limba croată.

## Viața și opera
S-a născut în satul Studenci de lângă Imotski. Mama sa a fost o poetă populară croată ale cărei cântece au prezentat evenimente locale. Dialectul croat vorbit în Studenci a fost folosit mai târziu de Maras pentru traducerea sonetelor lui Giuseppe Gioachino Belli, care au fost scrise inițial în dialectul roman.
Maras a absolvit studii de matematică și fizică la Facultatea de Științe a Universității din Zagreb. A încercat mai multe profesii, de la geofizician la profesor și până la atașat cultural la ambasadele Croației de la Paris și Washington, DC. A lucrat ca redactor în cadrul mai multor edituri și a deținut funcțiile de președinte al Societății Traducătorilor Croați și redactor-șef al canalului cultural (Programul Treći) al postului național Radio Croația.
A tradus din engleză, italiană și franceză încă din vremea studenției, iar printre autorii principali pe care i-a tradus se numără Dante, Petrarca, Milton, Scott, Kipling, Proust și Frost. Matas a fost distins cu Premiul Societății Traducătorilor Croați pentru traducerea romanului Doamna Dalloway al Virginiei Woolf și Marele Premiu al Academiei Franceze pentru traducerea romanului Gargantua și Pantagruel al lui Rabelais. În 2019 a fost distins cu Ordinul Danica Hrvatska cu efigia lui Marko Marulić de către președintele Croației pentru activitatea sa remarcabilă de traducere și pentru contribuția versatilă la dezvoltarea culturii croate și a reputației sale internaționale.
Maras a obținut titlul de doctor honoris causa al Facultății de Filosofie a Universității din Split în 2017.

### Shakespeare
Maras este singurul om care a tradus operele complete (38 de piese, sonete și alte poezii) ale lui William Shakespeare în croată. Traducerile sale au fost publicate în patru volume: Piese istorice, Tragedii, Comedii și Piese de dragoste & Poezii (ultimul volum include piesele problemă).
Principala noutate față de traducerile croate anterioare ale operei lui Shakespeare este metoda de traducere a versurilor. Predecesorii lui Matas au încercat să păstreze același număr de silabe al fiecărui vers și să găsească un echivalent croat potrivit pentru versul alb original. Practica obișnuită era alegerea unei măsuri metrice cu un anumit număr de picioare și folosirea ei, vers după vers. Dezavantajul acestei practici era crearea unei structuri poetice rigide care distorsiona deseori textul original, deoarece ea nu reușea de obicei să redea fidel sensul complet al versului original.
În loc să respecte metrica originală a lui Shakespeare, așa cum făcuseră traducătorii anteriori, Maras a decis să rămână cât mai fidel posibil sensului original al textului. Din acest motiv, el s-a străduit să identifice cele „cinci puncte proeminente” (pet naglašenih mjesta) ale fiecărui vers. De fapt, acestea erau cinci informații relevante ale fiecărui vers original, care urmau a fi traduse într-un limbaj poetic și ritmic asemănător versului liber, realizând un flux fluent și natural, fără precedent, al cuvintelor din piesele lui Shakespeare în limba croată.

### Lucrări proprii
Maras a publicat în 2005 un volum de poezii proprii intitulat Kasna berba („Recolta târzie”). A mai scris drama istorică/scenariu de film Grgur Ninski despre episcopul medieval croat Grigorie din Nin, care a fost publicată în 2013.
În anul 2013 a scris un roman despre tatăl său emigrant, Pisma od smrti („Scrisori din moarte”), „un monument al unei vieți sacrificate în zadar pentru idealuri vagi”. Atunci când a publicat o colecție de scrisori ale mamei sale, Maras a numit-o Pisma od života („Scrisori din viață”).
El a scris primul dicționar de rime în limba croată.

## Traduceri (selecție)

### Din engleză
- Beowulf, Zagreb, 2001
- William Shakespeare, Opere complete, Zagreb, 2006-2008
- John Milton, Paradisul pierdut, Zagreb, 2013
- Walter Scott, Ivanhoe, Zagreb, 1987, 2000, 2004
- Thomas de Quincey, Confesiunile unui opioman englez, Zagreb, 1987, Koprivnica, 2003
- Rudyard Kipling, Cartea junglei, Zagreb, 2004
- Virginia Woolf, Doamna Dalloway, Zagreb, 1981
- Thomas Wolfe, Privește, înger, către casă, Zagreb, 1978
- Dashiell Hammett, Șoimul maltez, Koprivnica, 2003
- Robert Frost, Poezii alese, Zagreb, 2006
- Doris Lessing, Carnetul auriu, Zagreb, 1983; Memoriile unei supraviețuitoare, Zagreb, 1985
- Barbara Tuchman, O oglindă îndepărtată, Zagreb, 1984
- Robert M. Pirsig, Zen și arta reparării motocicletei, Zagreb, 1982
- Haruki Murakami, Kafka pe malul mării, Zagreb, 2009
- Vladimir Nabokov, Foc palid, Zagreb, 2011
- Robert Browning, Poezii selectate, Zagreb, 2018
- Alfred Tennyson, In Memoriam A.H.H., Zagreb, 2019

### Din franceză
- Cântecul lui Roland, Zagreb, 2015
- Marie de France, Lais de Marie de France, Zagreb, 1999
- François Rabelais, Gargantua și Pantagruel, Zagreb, 2004
- Marcel Proust, Swann, Zagreb, 2004

### Din italiană
- Guido Cavalcanti, Poezii, Banja Luka, 1986, Zagreb, 1998
- Dante Alighieri, Divina Comedie (Paradisul XVIII-XXXIII), Zagreb, 1976, 2004
- Francesco Petrarca, Poezii (împreună cu alții), Zagreb, 1974
- Giovanni Boccaccio, Decameronul (împreună cu Jerka Belan), Zagreb, 1981, 1999, 2004
- Jacopo Sannazaro, Arcadia, Zagreb, 2015
- Niccolò Machiavelli, Istoriile florentine, Zagreb, 1985; Scrisori, Zagreb, 1987
- Giordano Bruno, Optimismul gândirii libere (sonete), Zagreb, 1985
- Giuseppe Gioachino Belli, Sonete, Zagreb, 1994
- Alberto Fortis, Călătorie în Dalmația, Zagreb, 1985, Split, 2004
- Gabriele D'Annunzio, Giovanni Episcopo, Zagreb, 2004
- Italo Svevo, Conștiința lui Zeno, Zagreb, 1982
- Giuseppe Tomasi di Lampedusa, Ghepardul, Zagreb, 1982

### Din spaniolă
- Cantar de mio Cid, Zagreb, 2018

### Din română
- Mihai Eminescu, Luceafărul, Zagreb, 1995; Poezii selectate, Zagreb, 2014

## Premii
- Premiul Societății Traducătorilor Croați pentru traducerea romanului Doamna Dalloway
- Marele Premiu al Academiei Franceze pentru traducerea romanului Gargantua și Pantagruel
- Premiul Iso Velikanović (2007) pentru traducerea operelor lui Shakespeare și premiul pentru întreaga carieră (2019).
- Premiul orașului Zagreb pentru activitatea sa de traducere (2009)[13]
- Recunoașterea oficială a României pentru traducerea scrierilor lui Mihai Eminescu și Geo Bogza (2012)[14]
- Premiul Kiklop pentru traducătorul anului pentru traducerea cărții Paradisul pierdut (2014)[15]
- Premiul Josip Tabak pentru întreaga activitate (2014)[16]
- Premiul Lauro Dantesco pentru traducerea operei lui Dante[17]
- Ordinul Danica Hrvatska cu efigia lui Marko Marulić (2019)